# Ernst Wilhelm Wolf
Ernst Wilhelm wolf (Grossheringen, Turíngia, 25 de febrer, 1735 – Weimar, 30 de novembre, 1792) fou un compositor alemany.
Va ser director de concerts i mestre de capella de la cort de Weimar i va compondre un gran nombre d'obres. En la cort va romandre amb un cercle musical molt unit el qual li comportà el casar-se amb Maria Carolina Benda filla del compositor Benda.
Obres que cal mencionar: Polyxena, drama líric; cantates; oratoris; 15 simfonies; 17 quartets per a instruments d'arc; 18 concerts per a piano; quintets, quartets, i trios per a piano i instruments d'arc; sonates per a piano i violí, etc.
A més, deixà escrites les obres següents: Kleine Musikalische Reise (1784) i Musikalischer Unterricht (1788).